# Peck's Bad Boy (1934)
Peck's Bad Boy is een Amerikaanse dramafilm uit 1934 onder de regie van Edward F. Cline. Destijds werd de film in Nederland uitgebracht onder de titel Zoo'n aap van 'n jongen.

## Verhaal
De jonge Bill Peck gaat met zijn vader een dagje uit vissen. Op het aansluitende banket wint hij de eerste prijs voor zijn compositie Mijn vader. Later op de avond krijgen ze een telegram. Daarin staat dat de tante van Bill op bezoek komt met haar zoontje Horace. Al gauw blijkt dat het niet echt botert tussen Bill en Horace. 

## Rolverdeling
| Acteur           | Personage        |
| ---------------- | ---------------- |
| Jackie Cooper    | Bill Peck        |
| Thomas Meighan   | Henry Peck       |
| Jackie Searl     | Horace Clay      |
| Dorothy Peterson | Tante Lily       |
| O.P. Heggie      | Duffy            |
| Charles E. Evans | Priester         |
| Gertrude Howard  | Martha           |
| Larry Wheat      | Ceremoniemeester |
| Harvey Clark     | Toeschouwer      |